# Rockferry (single)
Rockferry is de Britse debuutsingle van Duffy. Het is afkomstig van haar dan nog te verschijnen debuutalbum Rockferry. In de Benelux verscheen de single nog niet officieel; haar debuut daar was Mercy. Het nummer lag al een tijdje op de plank, voordat het uitkwam. De ontvangst in de (muziek)pers was lovend, maar aangezien de single niet overal verscheen, bleef de impact daarvan klein. Dat zou met Mercy wel anders zijn. Rockferry behandelt liefdesverdriet; ze wil of kan haar vriendje niet meer zien en vertrekt naar het eind van de wereld. Ze zou hem eigenlijk nog moeten schrijven, maar ze is niet zo’n meisje.
In haar thuisland haalde het plaatje plaats nummer 45 in tien weken notering in de Single top 50. Ter vergelijking Mercy stond er 44 weken in genoteerd met vijf weken op nummer 1. Ook in Zwitserland haalde Rockferry een notering in de top 40.
Rockferry werd uitgegeven als downloadsingle. Op vinyl werden slechts 500 stuks geperst met als B-kant Oh boy, door Duffy zelf gezien als haar nummer waarmee ze ontdekt is.
De bijbehorende video is geschoten in en rondom het Welshe stadje Porthmadog. Voor de hoes van de single werd de stationsaanduiding aan de Ffestiniog Railway vervangen door Rockferry, voor de video zelf kwam de originele plaatsnaam in beeld.

## NPO Radio 2 Top 2000
Rockferry stond alleen in 2009 in de NPO Radio 2 Top 2000, op plek 1803.